# Hermetiomima melaleuca
Hermetiomima melaleuca är en tvåvingeart som beskrevs av Grunberg 1915. Hermetiomima melaleuca ingår i släktet Hermetiomima och familjen vapenflugor. Inga underarter finns listade i Catalogue of Life.